# The Cold War
The Cold War, parfois traduit Guerre froide au Québec, en référence à la guerre froide, est un match de hockey sur glace qui s'est disputé le 6 octobre 2001 entre les Wolverines du Michigan et les Spartans de Michigan State, les équipes des universités américaines du Michigan et de l'État du Michigan, rivales de longue date.
Plutôt que de jouer le match dans la Munn Ice Arena (en) d'une capacité d’environ 6 100 places, les Spartans décident d'installer une patinoire provisoire en plein air, au centre du Spartan Stadium, le stade de football de l'université. 
Alors que les Rangers de New York et les Kings de Los Angeles ont joué un match d'exhibition de la ligue nationale de hockey en 1991 devant le Caesars Palace à Las Vegas,  The Cold War est le premier match officiel de hockey sur glace disputé en plein air.
Ce match a établi un record de la plus forte affluence pour un match de hockey sur glace avec 74 544 spectateurs, record battu depuis.
Un « match retour », appelé The Big Chill at the Big House eut lieu le 11 décembre 2010. Organisé cette fois par les Wolverines du Michigan, il se déroula dans le Michigan Stadium à Ann Arbor, le plus grand stade de football américain du monde avec une capacité officielle de 107 601 places. Lors de ce match, les organisateurs annoncèrent une affluence de 113 411 spectateurs, mais la jauge fut corrigée à 104 173, chiffre attesté dans le Livre Guinness des records,.

## Effectifs
| No                        | Nat | Joueur                 | Position       |
| ------------------------- | --- | ---------------------- | -------------- |
| 3                         |     | Eric Werner            | Défenseur      |
| 4                         |     | Andy Burnes            | Défenseur      |
| 5                         |     | Brandon Rogers         | Défenseur      |
| 8                         |     | Michael Komisarek      | Défenseur      |
| 9                         |     | Milan Gajic            | Ailier droit   |
| 10                        |     | Dwight Helminen        | Centre         |
| 11                        |     | Joe Kautz              | Ailier droit   |
| 12                        |     | J.J. Swistak           | Ailier droit   |
| 13                        |     | Michael Cammalleri (A) | Ailier gauche  |
| 14                        |     | Craig Murray           | Ailier gauche  |
| 15                        |     | Jay Vancik             | Défenseur      |
| 17                        |     | Michael Woodford       | Ailier droit   |
| 18                        |     | David Moss             | Ailier droit   |
| 21                        |     | Eric Nystrom           | Ailier gauche  |
| 22                        |     | Jason Ryznar           | Ailier gauche  |
| 23                        |     | Mike Roemensky         | Défenseur      |
| 26                        |     | Jed Ortmeyer (C)       | Ailier droit   |
| 28                        |     | John Shouneyia         | Centre         |
| 29                        |     | Josh Blackburn         | Gardien de but |
| 34                        |     | Kevin O'Malley         | Gardien de but |
| entraîneur : Red Berenson |     |                        |                |

| No                     | Nat | Joueur             | Position       |
| ---------------------- | --- | ------------------ | -------------- |
| 2                      |     | Jon Insana         | Défenseur      |
| 3                      |     | Duncan Keith       | Défenseur      |
| 4                      |     | John-Michael Liles | Défenseur      |
| 5                      |     | Joe Markusen       | Défenseur      |
| 6                      |     | Tim Hearon         | Centre         |
| 9                      |     | Brock Radunske     | Ailier gauche  |
| 10                     |     | Kevin Estrada      | Ailier gauche  |
| 11                     |     | Steve Jackson      | Centre         |
| 14                     |     | Ash Goldie         | Centre         |
| 17                     |     | Troy Ferguson      | Ailier droit   |
| 18                     |     | Adam Hall (C)      | Ailier droit   |
| 19                     |     | Jim Slater         | Centre         |
| 20                     |     | Brian Maloney      | Ailier gauche  |
| 21                     |     | Mike Lalonde       | Ailier gauche  |
| 22                     |     | Lee Falardeau      | Centre         |
| 24                     |     | Andrew Hutchinson  | Défenseur      |
| 26                     |     | Joe Goodenow       | Ailier gauche  |
| 27                     |     | Brad Fast (A)      | Défenseur      |
| 30                     |     | Matt Migliaccio    | Gardien de but |
| 39                     |     | Ryan Miller        | Gardien de but |
| entraîneur : Ron Mason |     |                    |                |

## Feuille de match
| 6 octobre 2001 | Wolverines du Michigan | 3-3 (1-1, 1-0, 1-2) | Spartans de Michigan State | Spartan Stadium 74 544 spectateurs |

| Feuille de match | Feuille de match                                                                                                   | Feuille de match        | Feuille de match | Feuille de match                                                             |
| ---------------- | --- | ----------------------- | --- | ---------------------------------------------------------------------------- |
|                  | - Ryznar (Cammalleri) — 17 min 13 s Cammalleri (Ryznar) — 23 min 8 s - Cammalleri (Ryznar, Vancik) — 51 min 13 s - | 0-1 1-1 2-1 2-2 3-2 3-3 | Hall (Slater, Goodenow) — 3 min 35 s (SN) - Keith (Fast, Miller) — 25 min 43 s (SN) - Slater (Hall, Fast) — 59 min 13 s | Arbitrage : Steve Piotrowski Juges de lignes : John LaDuke et Kevin Langseth |
| Blackburn        | Gardiens | Miller                  | | Arbitrage : Steve Piotrowski Juges de lignes : John LaDuke et Kevin Langseth |
| 16 min           | Pénalités | 10 min                  | | Arbitrage : Steve Piotrowski Juges de lignes : John LaDuke et Kevin Langseth |
| 22               | Tirs | 24                      | | Arbitrage : Steve Piotrowski Juges de lignes : John LaDuke et Kevin Langseth |